# Rejon miorski
Rejon miorski (biał. Мёрскі раён, Miorski rajon, ros. Мио́рский райо́н, Miorskij rajon) – rejon w północnej Białorusi, w obwodzie witebskim. Leży na terenie dawnego powiatu dziśnieńskiego.

## Geografia
Rejon miorski ma powierzchnię 1786,64 km². Lasy zajmują powierzchnię 482,82 km², bagna 270,69 km², obiekty wodne 70,61 km².